# Malacatancito
Malacatancito – miasto w zachodniej Gwatemali, w departamencie Huehuetenango, 12 km na południe od stolicy departamentu, miasta Huehuetenango i około 40 km od granicy państwowej z meksykańskim stanem Chiapas. Miasto leży w dolinie w górach Sierra Madre de Chiapas na wysokości 1825 m n.p.m., w pobliżu Drogi Panamerykańskiej.
Według danych szacunkowych w 2012 roku liczba ludności miasta wyniosła 3197 mieszkańców.

## Gmina Malacatancito
Jest siedzibą władz gminy o tej samej nazwie, która w 2012 roku liczyła 21 127 mieszkańców. Gmina jak na warunki Gwatemali jest średniej wielkości, a jej powierzchnia obejmuje 268 km².